# 진영단감제
진영단감제는 경상남도 김해시 진영읍에서 개최하는 축전이다.